# Anchiphiloscia rotundata
Anchiphiloscia rotundata är en kräftdjursart som först beskrevs av Stefano Taiti och Franco Ferrara 1980.  Anchiphiloscia rotundata ingår i släktet Anchiphiloscia och familjen Philosciidae. Inga underarter finns listade i Catalogue of Life.